# Marcellia mirabilis
Marcellia mirabilis är en amarantväxtart som beskrevs av Henri Ernest Baillon. Marcellia mirabilis ingår i släktet Marcellia och familjen amarantväxter. Inga underarter finns listade i Catalogue of Life.